# ニルス・ダルデル
ニルス・ダルデル（Nils Elias Christoffer von Dardel、1888年10月25日 - 1943年5月25日）はスウェーデンのポスト印象派の画家である。

## 略歴
セーデルマンランド県のフレーンのBettnaに生まれた。祖父のフリッツ・フォン・ダルデルは王室の役人で画家であり、貴族の称号を得ていた。若い年齢からスウェーデン王立美術院で学んだ。1910年頃、パリに移り、シグリド・イェルテン(Sigrid Hjertén:1885-1948)、アイザック・グリューネヴァルト(Isaac Grünewald:1889-1946)、アイナル・ヨリン(Einar Jolin:1890–1976)、レアンデル・エングストローム(Leander Engström:1886-1927)といったスウェーデン出身のモダニズムの画家たちとパリで活動した。当時の若い画家たちに対して、アンリ・マティスらのフォーヴィスムの影響は大きかったが、ダルデルはポスト印象派や日本の浮世絵版画の色使いから影響を受けたとされる。
海外も旅し1817年に日本で、画家で日本公使館の外交官の娘のニタ・ヴァーレンベリ(Nita Wallenberg:1896-1966)と知り合い結婚の約束をしたがニタの父親の反対で結婚できなかった。1921年に作家のトーラ・ダルデル(Thora Dardel-1995)と結婚し、3人の子供を作ったが1934年に離婚した。1930年以降は日本文学研究者アイヴァン・モリスの母親で作家のアイラ・モリスと関係があったとされる。交友関係にはスウェーデンのバレーのスポンサーとなったロルフ・ド・マレがいて、バレーのセットから着想を得た作品も見られる。両性愛者であったとされる。
ニューヨークで心臓麻痺で死去した。

## 作品

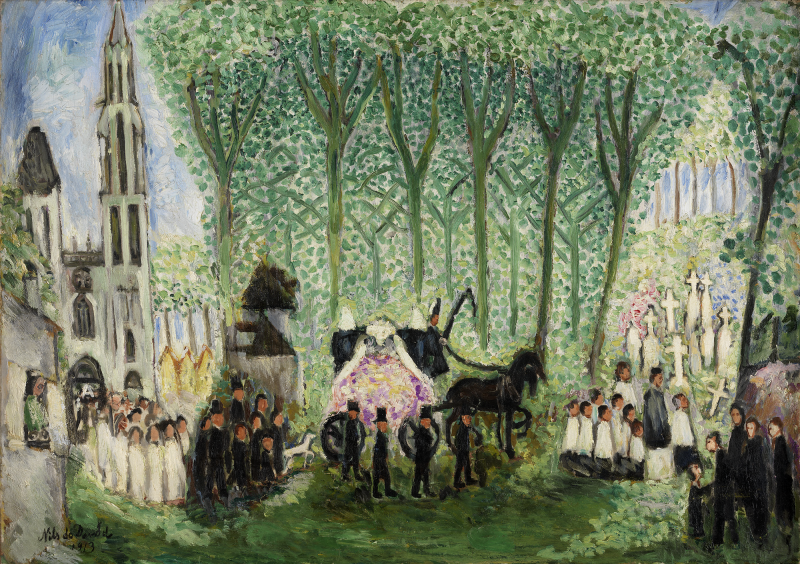
サンリスの葬列 (1913)
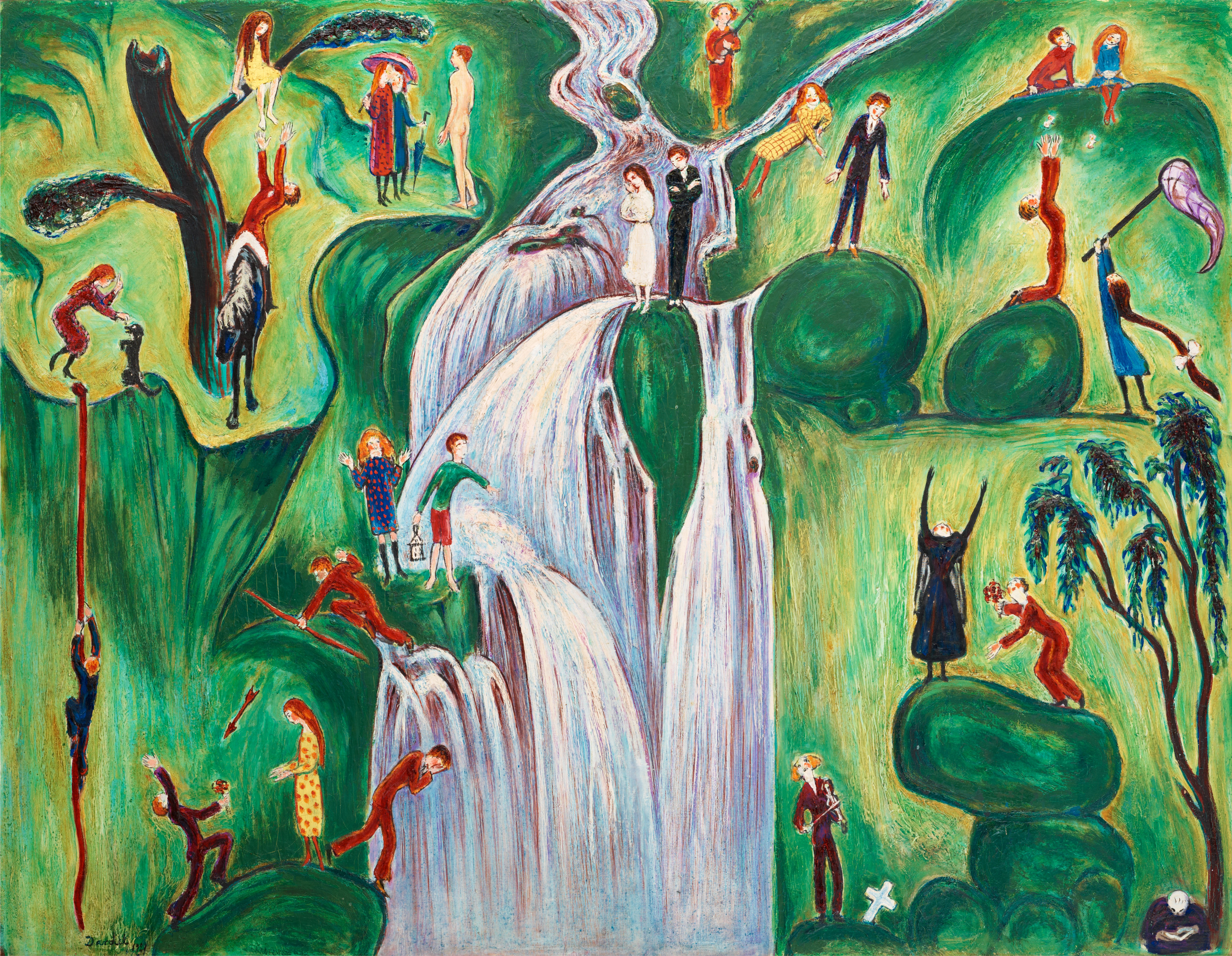
滝 (1921)
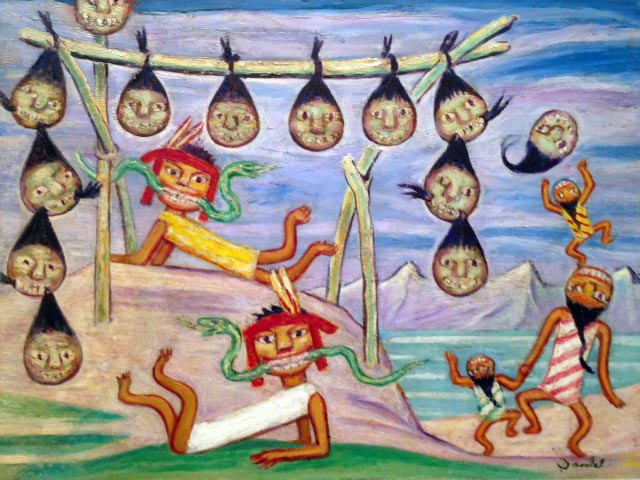
首狩り族

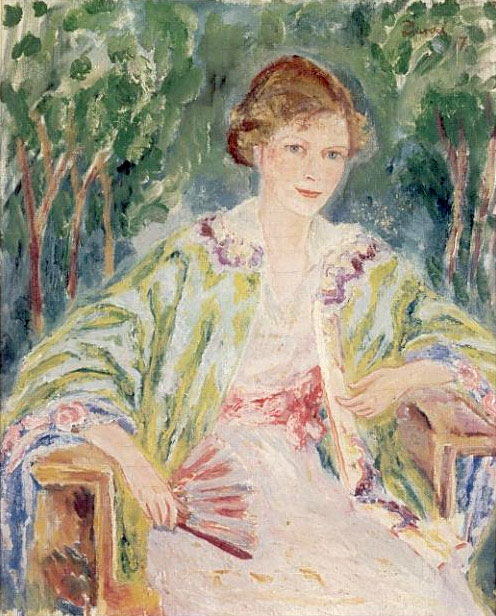
ニタ・ヴァーレンベリ (1917)
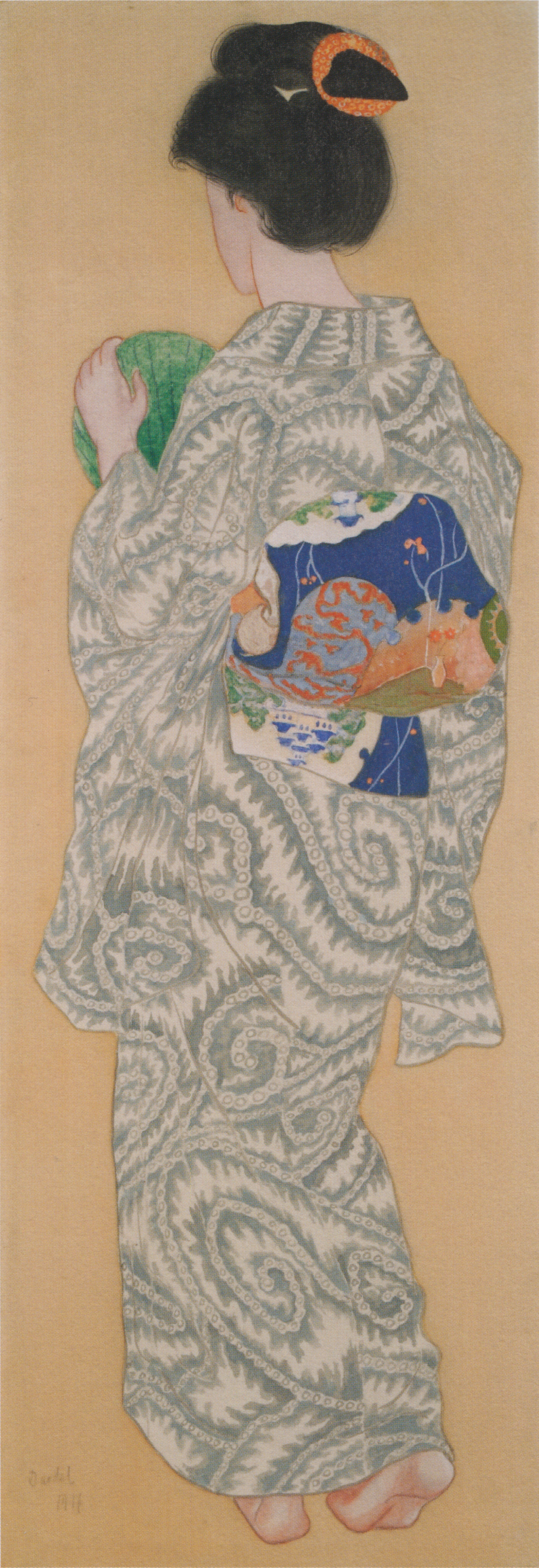
日本女性
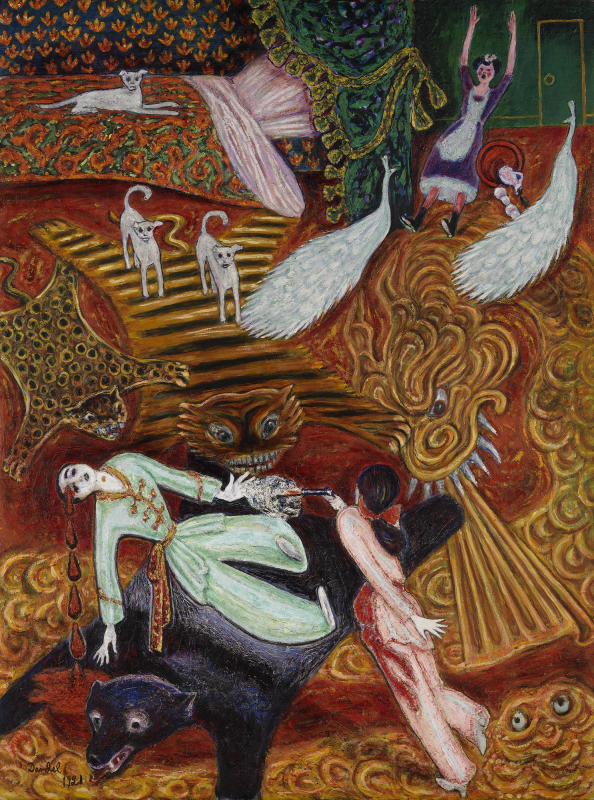
"Crime passionne" (1921)
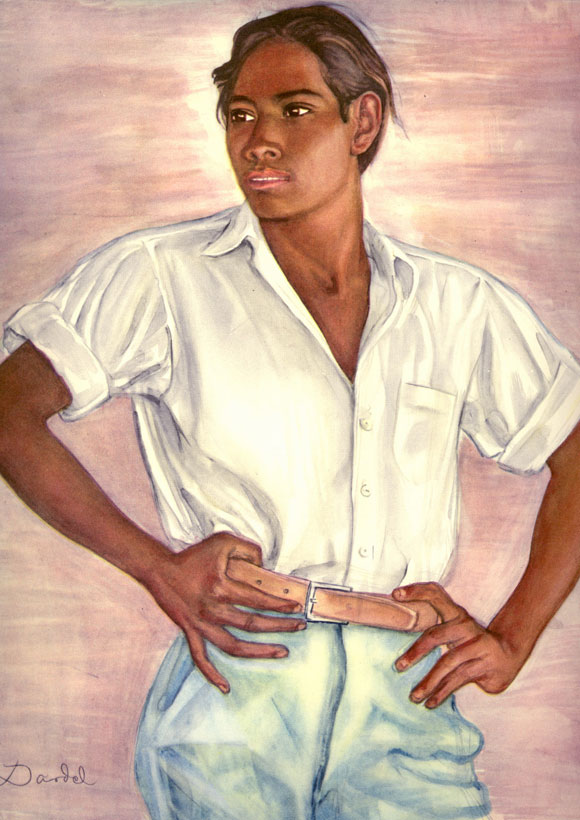
メキシコの少年 (1940)